# Kanton Le Chambon-Feugerolles
Le Chambon-Feugerolles is een voormalig kanton van het Franse departement Loire. Het kanton maakte deel uit van het arrondissement Saint-Étienne. Het werd opgeheven bij decreet van 26 februari 2014 met uitwerking in 2015.

## Gemeenten
Het kanton Le Chambon-Feugerolles omvatte de volgende gemeenten:
- Le Chambon-Feugerolles (hoofdplaats)
- La Ricamarie